# Centre de détention de Tarascon
Le centre de détention de Tarascon est un centre de détention français situé dans le département des Bouches-du-Rhône en région Provence-Alpes-Côte d'Azur. Ce centre pénitentiaire peut accueillir jusqu'à 652 détenus.

## Histoire
Le centre de détention de Tarascon a été construit dans le cadre du Plan Chalandon. Il a ouvert le 18 juin 1990.